# Heinrich Schmid

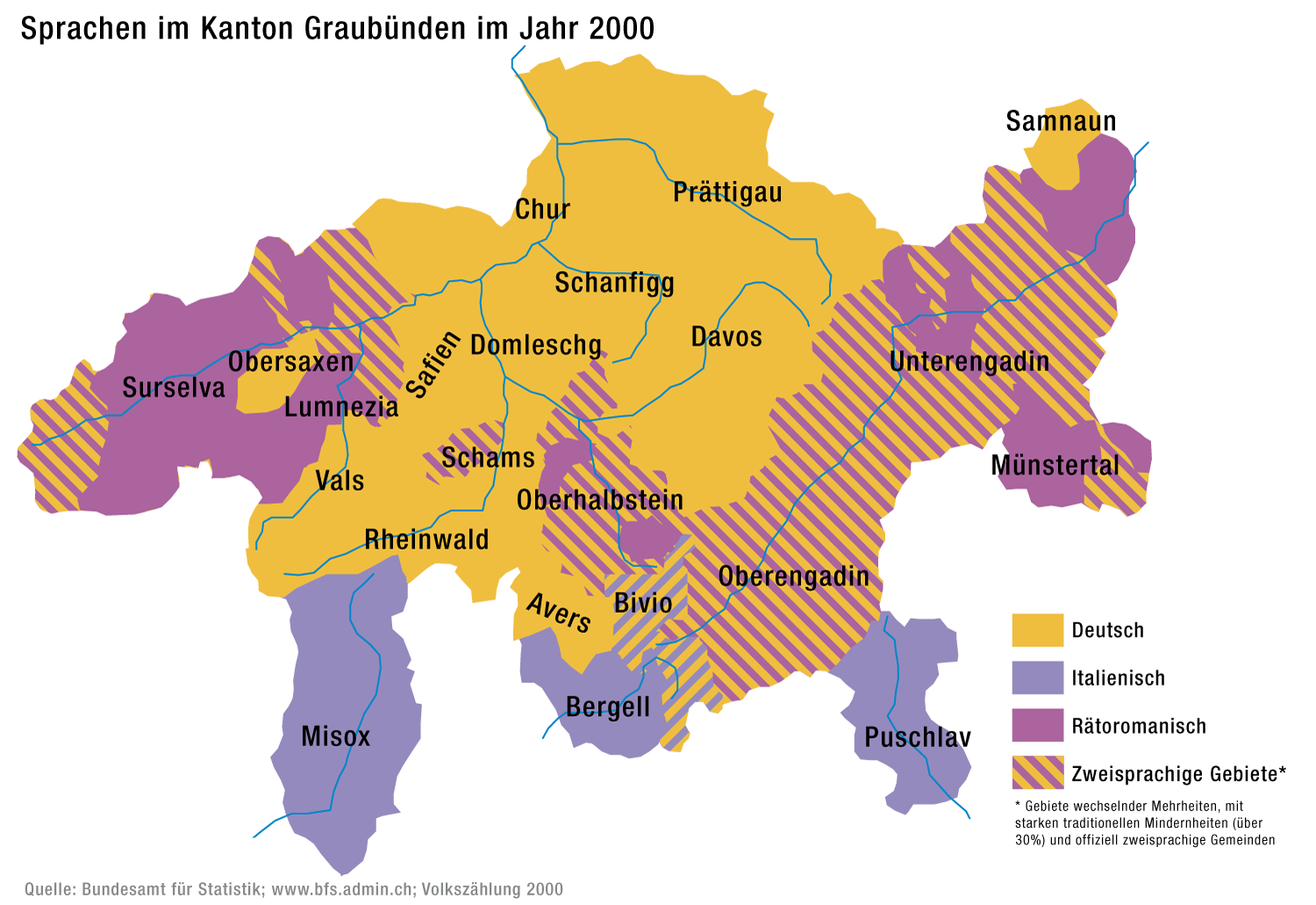
Distribuição geográfica das línguas dos Grisões, com as zonas em que se fala o romanche em violeta, o alemão em cor laranja e o italiano em azul. As zonas indicadas com linhas obliquas são as que têm uma língua maioritária flutuante, minorias linguísticas tradicionalmente fortes (mais de 30%) ou que são oficialmente bilingues.

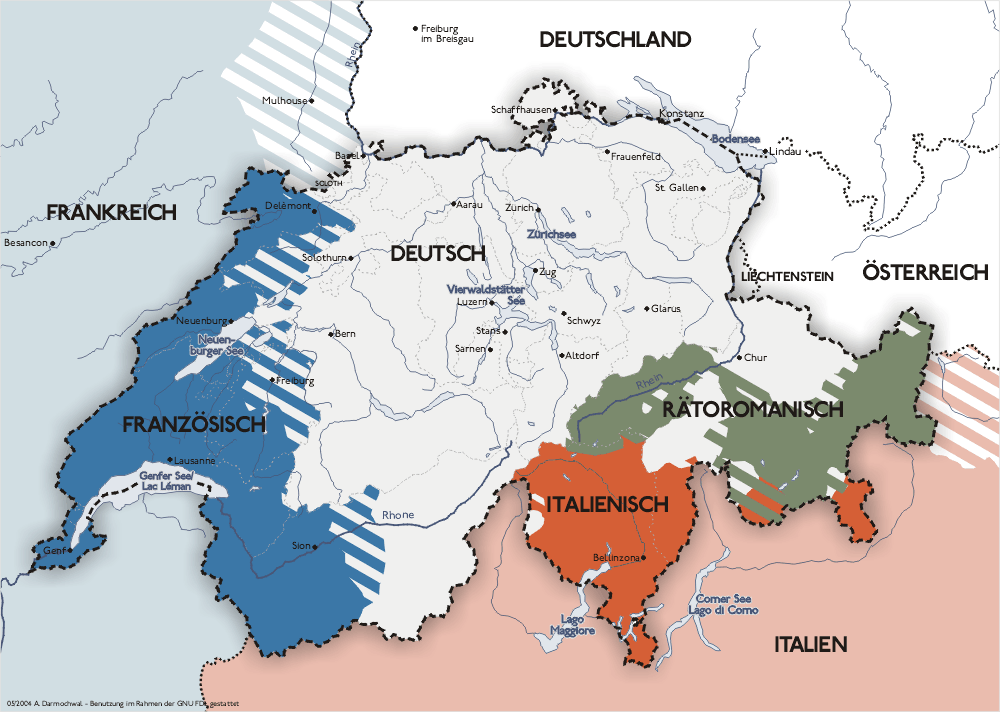
Território linguístico reto-românico em Suíça (cinza)

Heinrich Schmid foi um lingüista suíço, "pai" das línguas reto-românicas: Rumantsch Grischun e Ladin Dolomitan, usadas como línguas escritas comuns para diferentes dialetos num contínuo dialetal (em alemão: "Dachsprachen").

## Biografia
Heinrich Schmid viveu durante sua vida inteira na mesma casa de Zurique na qual tinha nascido. Apesar de de ter nascido com um defeito de ouvido, descobriu um amor precoz pelas línguas e aprendeu como menino muitos idiomas começando com o grego e o latim e as línguas românicas: francês, italiano, espanhol e as diferentes variedades do romanche.
Terminado o ensino médio, estudou Linguística românica na Universidade de Zurique. Se graduó "summa cum laude" em 1946". O tema central de seus estudos foram a História das Línguas e a Geografia das Línguas.
Depois de uma estadia em Florência, em Itália, regressou a Suíça, mas teve grandes dificuldades em encontrar um trabalho apropriado devido ao seu já mencionado defeito de ouvido. Finalmente encontrou um emprego no projeto lexicográfico Rhätisches Namenbuch (Léxico rético de Onomástica) e contribuiu durante 15 anos a outro projeto, o Dicziunari Rumantsch Grischun (Dicionário de Romanche dos Grisões), cujo diretor foi o romanista Andrea Schorta.
Em 1962, conseguiu a qualificação acadêmica necessária para trabalhar como professor na Universidade de Zurique, sendo nomeado pouco depois professor anexo e três anos mais tarde professor associado. Sua carreira acadêmica posterior foi notável, ainda que sem conseguir grandes reconhecimentos.

## Rumantsch Grischun

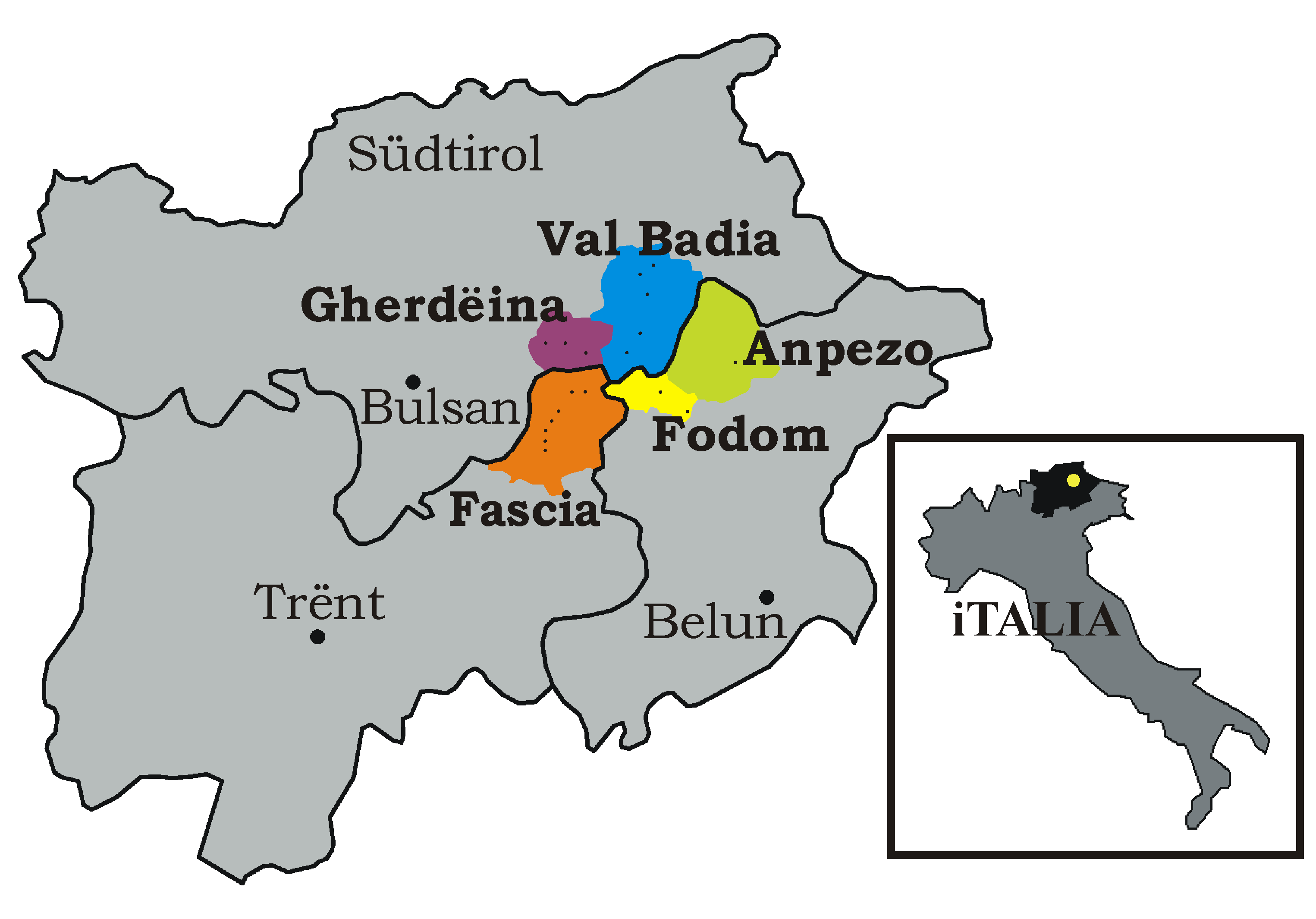
As cinco variedades do ladim em Itália

Pouco dantes de aposentar-se, em 1983, a Lia Rumantscha (Liga Romanche)  confiou-lhe a tarefa de criar uma língua escrita comum para as cinco variedades principais da língua romanche. Em abril de 1982, depois de só seis meses de trabalho intenso, Schmid apresentou as suas propostas de regras para a língua escrita comum: Richtlinien für die Gestaltung einer gesamtbündnerrom. Schriftsprache. Seguiram muitas discussões vivaces e viagens intensas dentro do território linguístico reto-românico, onde ele promovia incansavelmente a sua criação e pôde superar muitas reservas. Como consequência de todo isso, o Rumantsch Grischun conseguiu um reconhecimento público muito maior que dantes em Suíça (o Romanche é língua nacional desde o 1938, mas bastante platônicamente) e se notou uma nova vitalidade em todo o território linguístico reto-românico, que inclui também o Ladim em Itália.

## Ladin Dolomitan
Assim, em 1988, representantes do povo ladim das Dolomitas em Itália confiaram a Heinrich Schmid a tarefa de criar uma língua escrita comum também para o ladim. Schmid aceitou este desafio e escreveu a obra com título Wegleitung für den Aufbau einer gemeinsamen Schriftsprache der Dolomitenladiner" (Diretrizes para o Desenvolvimento de uma Língua Escrita Comum para os Ladins das Dolomitas).  
Desafortunadamente, Schmid não teve a sorte de ver publicar em língua italiana esta obra fundamental já que morreu repentinamente de um ataque de coração em fevereiro de 1999.